# Por un segundo
«Por un segundo» es el primer sencillo del noveno álbum de estudio The Last del grupo de bachata Aventura, lanzado en 2008.
La canción alcanzó el número uno en la lista Hot Latin Tracks de Billboard, consolidándose como uno de los mayores éxitos del grupo. También obtuvo gran popularidad en América Latina y Europa, especialmente en países como España y Chile.

## Composición y letra
«Por un segundo» combina elementos tradicionales de la bachata con influencias contemporáneas de R&B y pop latino. La canción trata sobre el anhelo de recuperar un amor perdido, incluso si es solo por un instante.En la última estrofa Romeo Santos forma oraciones con los nombres de las canciones más exitosas de la agrupación hasta ese momento: Un beso, Mi corazoncito, Obsesión, Cuándo volverás, Hermanita, Enséñame a olvidar, Todavía me amas, Angelito y La boda.
Durante el tercer segundo de la canción (al minuto 0:50 del videoclip musical), se escucha a una mujer desconocida decir la palabra leshnía. Leshnía (לשניה) es la traducción al hebreo del título de la canción.

## Videoclip musical
El videoclip oficial de «Por un segundo» muestra a los miembros de Aventura viajando en su autobús turístico. Max, Henry y Lenny están conversando sobre una mujer que Anthony perdió y que está próxima a casarse. Anthony, tras ver una revista que presenta la boda, revive recuerdos de su antigua relación. Finalmente, supera el dolor emocional. El video musical cuenta con la participación de Jaslene González, ganadora de America's Next Top Model ciclo 8.

## Recepción crítica
La canción fue elogiada por su emotividad y la capacidad de Anthony "Romeo" Santos para transmitir vulnerabilidad a través de su interpretación vocal. Billboard destacó a Por un segundo como una de las mejores baladas del álbum The Last.

## Posiciones en listas
| Lista (2009)                | Mejor posición |
| --------------------------- | -------------- |
| Chile Top 100               | 3              |
| Billboard Hot Latin Tracks  | 1              |
| Billboard Latin Pop Airplay | 7              |
| Billboard Tropical Songs    | 1              |

## Personal
- Anthony "Romeo" Santos – voz principal, composición
- Lenny Santos – guitarra, producción musical
- Max Santos – bajo
- Henry Santos – coros